# Rolf Hoffmann (Unternehmer)
Rolf Hoffmann (* 12. Juli 1934; † 17. Oktober 2001 in Berlin) war ein deutscher Unternehmer und privater Kunstsammler.

## Leben
Rolf Hoffmann war der Sohn des Unternehmers Heinrich Hoffmann, der nach 1945 die Textilmarke Van Laack aus Berlin übernahm und in Mönchengladbach neu aufbaute. Er führte als Komplementär ab 1970 die Geschäftsleitung bis zum Verkauf des Unternehmens 1986. Hoffmann betätigte sich als Sammler und Mäzen zeitgenössischer Kunst und war in seinen letzten Lebensjahren Mitglied des Kuratoriums der Friedrich-Naumann-Stiftung.

## Kunstsammlung
Nach eigener Darstellung kamen Hoffmann und seine Frau in den 1960er Jahren bei Besuchen der documenta sowie rheinischer Kunstausstellungen mit der Künstlerszene in Kontakt und begannen in der Folge, eine private Sammlung aufzubauen. Hoffmann war einige Jahre Vorsitzender der 1985 gegründeten Gesellschaft für Moderne Kunst am Museum Ludwig Köln. Nach der deutschen Wiedervereinigung stellte er einen Bauentwurf von Frank Stella für eine Kunsthalle in „Der Herzogin Garten“ am Zwinger in Dresden vor, die sowohl öffentlich als auch privat getragen werden sollte. Da das Vorhaben jedoch seinerzeit an politischem Widerstand des Grundstückseigentümers, des Freistaates Sachsen, scheiterte, errichtete er stattdessen 1997 ein privates Museum in den Sophie-Gips-Höfen in der Spandauer Vorstadt des Berliner Bezirks Mitte und machte seine Sammlung auf diese Weise öffentlich zugänglich.
Die Sammlung Hoffmann wurde 2018 von der Witwe an die Staatlichen Kunstsammlungen Dresden übergeben.

## Privates
Rolf Hoffmann war verheiratet mit Erika Hoffmann-Koenige und hatte eine Tochter.